# حوزه‌های انتخابیه مجلس شورای اسلامی در استان اصفهان

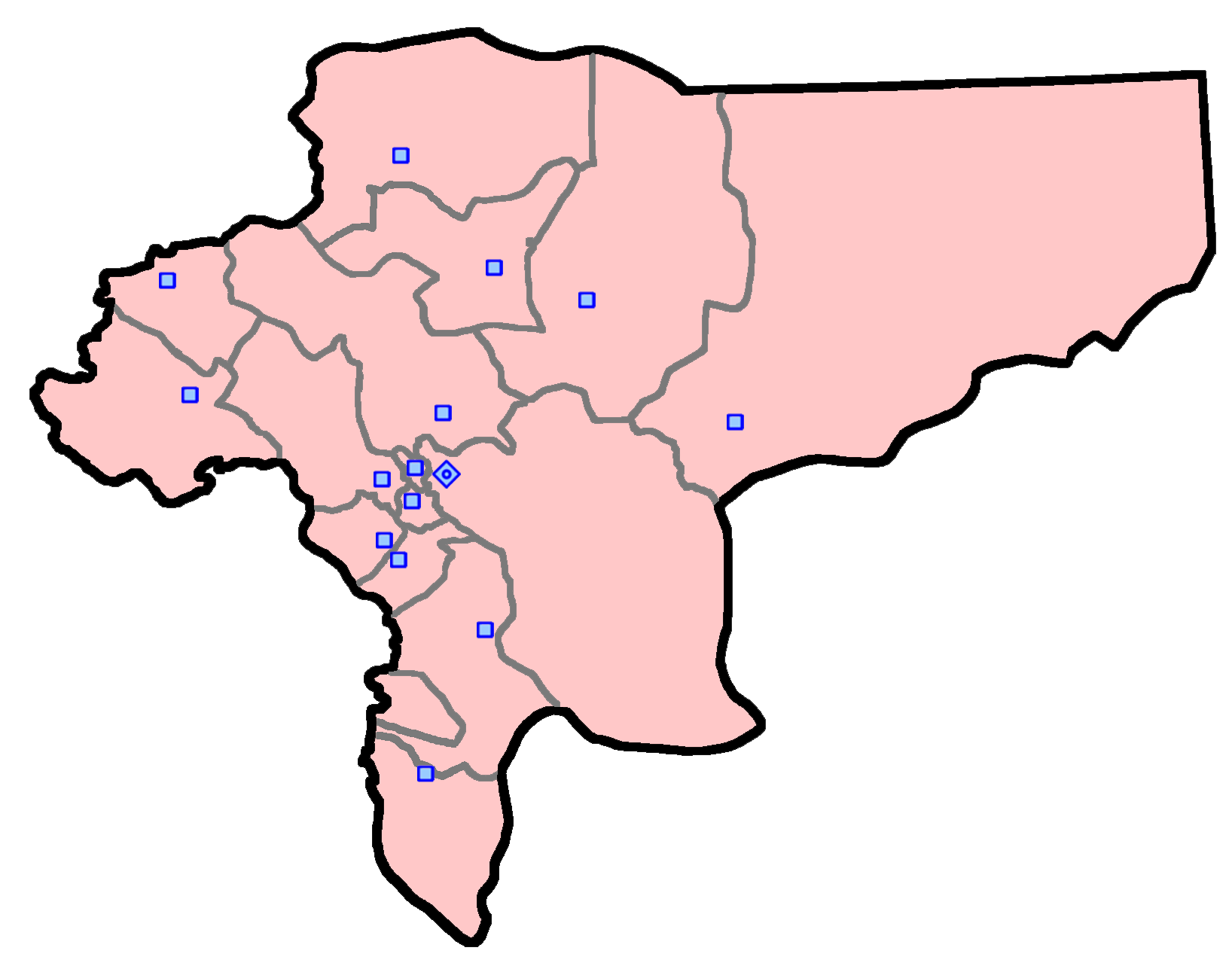
حوزه‌های انتخاباتی استان اصفهان

استان اصفهان ۱۵ حوزه برای انتخابات مجلس دارد که در مجموع ۱۹ نماینده را در بر می‌گیرد.
| مرکز     | حوزه                                       | شهرستان‌ها     | بخش‌ها                                                                    | کرسی | نقشه | جمعیت   |
| -------- | ------------------------------------------ | ------------- | ------------------------------------------------------------------------ | ---- | ---- | ------- |
| اصفهان   | اصفهان و ورزنه و کوهپایه و جرقویه و هرند   | اصفهان        | شهر اصفهان ، مرکزی                                                       | ۵    |      | ۲۲۴۳۲۴۹ |
| اصفهان   | اصفهان و ورزنه و کوهپایه و جرقویه و هرند   | ورزنه         | شهر ورزنه ، مرکزی ، رودشت                                                | ۵    |      | ۲۲۴۳۲۴۹ |
| اصفهان   | اصفهان و ورزنه و کوهپایه و جرقویه و هرند   | کوهپایه       | شهر کوهپایه ، تودشک ، سیستان                                             | ۵    |      | ۲۲۴۳۲۴۹ |
| اصفهان   | اصفهان و ورزنه و کوهپایه و جرقویه و هرند   | هرند          | شهر هرند ، مرکزی ، اژیه                                                  | ۵    |      | ۲۲۴۳۲۴۹ |
| اصفهان   | اصفهان و ورزنه و کوهپایه و جرقویه و هرند   | جرقویه        | شهر نیک‌آباد ، مرکزی ، جرقویه علیا                                        | ۵    |      | ۲۲۴۳۲۴۹ |
| اردستان  | اردستان                                    | اردستان       | شهر اردستان ، مرکزی ، زواره ، مهاباد                                     | ۱    |      | ۴۲۱۰۵   |
| شاهین‌شهر | شاهین‌شهر، برخوار و میمه و وزوان            | شاهین‌شهر      | شهر شاهین‌شهر ، مرکزی                                                     | ۱    |      | ۳۵۷۰۸۶  |
| شاهین‌شهر | شاهین‌شهر، برخوار و میمه و وزوان            | برخوار        | شهر دولت‌آباد ، مرکزی ، حبیب‌آباد                                          | ۱    |      | ۳۵۷۰۸۶  |
| شاهین‌شهر | شاهین‌شهر، برخوار و میمه و وزوان            | میمه و وزوان  | میمه و وزوان ، مرکزی ، لایبید                                            | ۱    |      | ۳۵۷۰۸۶  |
| خمینی‌شهر | خمینی‌شهر                                   | خمینی‌شهر      | شهر خمینی‌شهر ، مرکزی                                                     | ۱    |      | ۳۱۹۷۲۷  |
| سمیرم    | سمیرم                                      | سمیرم         | شهر سمیرم ، مرکزی ، پادنا ، پادنا علیا ، بخش وردشت (به جز دهستان دره‌شور) | ۱    |      | ۷۴۱۰۹   |
| شهرضا    | شهرضا و دهاقان و دره‌شور                    | شهرضا         | شهر شهرضا ، مرکزی                                                        | ۱    |      | ۱۹۴۳۰۸  |
| شهرضا    | شهرضا و دهاقان و دره‌شور                    | دهاقان        | شهر دهاقان ، مرکزی                                                       | ۱    |      | ۱۹۴۳۰۸  |
| شهرضا    | شهرضا و دهاقان و دره‌شور                    | سمیرم         | دهستان دره‌شور از بخش وردشت                                               | ۱    |      | ۱۹۴۳۰۸  |
| داران    | فریدن و فریدون‌شهر و چادگان و بوئین میاندشت | فریدن         | شهر داران ، مرکزی ، زنده‌رود                                              | ۱    |      | ۱۴۲۱۸۶  |
| داران    | فریدن و فریدون‌شهر و چادگان و بوئین میاندشت | فریدون‌شهر     | شهر فریدون‌شهر، مرکزی، موگوئی                                             | ۱    |      | ۱۴۲۱۸۶  |
| داران    | فریدن و فریدون‌شهر و چادگان و بوئین میاندشت | چادگان        | شهر چادگان ، مرکزی ، چنارود                                              | ۱    |      | ۱۴۲۱۸۶  |
| داران    | فریدن و فریدون‌شهر و چادگان و بوئین میاندشت | بوئین میاندشت | شهر بوئین میاندشت، مرکزی، کرچمبو                                         | ۱    |      | ۱۴۲۱۸۶  |
| فلاورجان | فلاورجان                                   | فلاورجان      | شهر فلاورجان ، مرکزی ، پیربکران ، قهدریجان                               | ۱    |      | ۲۴۹۸۱۴  |
| کاشان    | کاشان و آران و بیدگل                       | کاشان         | شهر کاشان ، مرکزی ، برزک ، نیاسر                                         | ۱    |      | ۴۶۷۹۹۹  |
| کاشان    | کاشان و آران و بیدگل                       | آران و بیدگل  | شهر آران و بیدگل ، مرکزی ، کویرات                                        | ۱    |      | ۴۶۷۹۹۹  |
| گلپایگان | گلپایگان و خوانسار                         | گلپایگان      | شهر گلپایگان ، مرکزی                                                     | ۱    |      | ۱۲۳۱۳۵  |
| گلپایگان | گلپایگان و خوانسار                         | خوانسار       | شهر خوانسار ، مرکزی                                                      | ۱    |      | ۱۲۳۱۳۵  |
| زرین‌شهر  | لنجان                                      | لنجان         | شهر زرین‌شهر ، مرکزی ، باغ بهادران ، فولادشهر                             | ۱    |      | ۲۶۲۹۱۲  |
| مبارکه   | مبارکه                                     | مبارکه        | شهر مبارکه ، مرکزی ، گرکن جنوبی                                          | ۱    |      | ۱۵۰۴۴۱  |
| نائین    | نائین و خور و بیابانک                      | نائین         | شهر نائین ، مرکزی ، انارک                                                | ۱    |      | ۳۹۲۶۱   |
| نائین    | نائین و خور و بیابانک                      | خور و بیابانک | شهر خور ، مرکزی                                                          | ۱    |      | ۳۹۲۶۱   |
| نجف‌آباد  | نجف‌آباد و تیران و کرون                     | نجف‌آباد       | شهر نجف‌آباد ، مرکزی ، مهردشت                                             | ۱    |      | ۳۹۰۷۸۰  |
| نجف‌آباد  | نجف‌آباد و تیران و کرون                     | تیران و کرون  | شهر تیران ، مرکزی ، کرون                                                 | ۱    |      | ۳۹۰۷۸۰  |
| نطنز     | نطنز و قمصر                                | نطنز          | شهر نطنز ، مرکزی ، امامزاده                                              | ۱    |      | ۴۳۹۷۷   |
| نطنز     | نطنز و قمصر                                | کاشان         | قمصر                                                                     | ۱    |      | ۴۳۹۷۷   |

## پی‌نوشت و منبع
1. ↑  این دهستان پیشتر جزو سمیرم سفلا بوده‌است و به تصویب هیئت دولت در بهمن ۱۳۹۰ به شهرستان سمیرم پیوست.
2. ↑  در جدول حوزه‌های مجلس نهم تنها به ذکر «شهرستان خور و بیابانک» بدون ذکر بخش‌ها بسنده شده‌است. این شهرستان در سال ۱۳۸۸ از نائین جدا شده‌است

- «جدول حوزه‌های انتخابیه در انتخابات نهمین دورهٔ مجلس شورای اسلامی» (PDF). مرکز پژوهش و سنجش افکار صدا و سیما. بایگانی‌شده از اصلی (PDF) در ۵ اكتبر ۲۰۱۸. دریافت‌شده در ۲۱ ژوئیه ۲۰۱۵. تاریخ وارد شده در |archive-date= را بررسی کنید (کمک)
- «طرح اصلاح قانون تعیین محدودهٔ حوزه‌های انتخاباتی مجلس شورای اسلامی». مرکز پژوهش‌های مجلس شورای اسلامی. ۲۰ تیر ۱۳۹۱. بایگانی‌شده از اصلی در ۲۲ ژوئیه ۲۰۱۵. دریافت‌شده در ۲۱ ژوئیه ۲۰۱۵.
- «جدول ۲۰۷ حوزهٔ انتخابیهٔ مجلس دهم». وزارت کشور. بایگانی‌شده از اصلی در ۲۳ مارس ۲۰۱۶. دریافت‌شده در ۲۷ مارس ۲۰۱۶.